# ديفيد برينك (مسير أعمال)
ديفيد برينك (بالإنجليزية: David Brink)‏ هو مسير أعمال جنوب أفريقي، ولد في 9 أغسطس 1939.